# Vinarec
Vinarec falu Horvátországban Kapronca-Kőrös megyében. Közigazgatásilag Sveti Petar Orehovechez tartozik.

## Fekvése
Kőröstől 12 km-re, községközpontjától 3 km-re északnyugatra fekszik.

## Története
A falunak 1857-ben 225, 1910-ben 310 lakosa volt. Trianonig Belovár-Kőrös vármegye Körösi járásához tartozott. 2001-ben 187 lakosa volt.

## Híres emberek
Itt született 1775. szeptember 30-án Mirko Ožegović zengg-modrusi püspök.